# 1919 na televisão

## Nascimentos
| Data            | Nome             | Profissão                               | Nacionalidade  | Observações | Ref   |
| --------------- | ---------------- | --------------------------------------- | -------------- | ----------- | ----- |
| 3 de fevereiro  | Mara Rúbia       | atriz                                   | Brasil         | m. 1991     | [ 1 ] |
| 18 de fevereiro | Jack Palance     | ator                                    | Estados Unidos | m. 2006     | [ 2 ] |
| 15 de março     | Lawrence Tierney | ator                                    | Estados Unidos | m. 2002     | [ 3 ] |
| 26 de março     | Strother Martin  | ator                                    | Estados Unidos | m. 1980     | [ 4 ] |
| 29 de março     | Eileen Heckart   | atriz                                   | Estados Unidos | m. 2001     | [ 5 ] |
| 12 de julho     | Geny Prado       | atriz                                   | Brasil         | m. 1998     | [ 6 ] |
| 18 de outubro   | Orlando Drummond | ator, dublador, comediante e radialista | Brasil         | m. 2021     | [ 7 ] |
| 9 de novembro   | Eva Todor        | atriz                                   | Brasil         | m. 2017     | [ 8 ] |

## Mortes
| Data | Nome | Profissão | Nacionalidade | Observações | Ref |
| ---- | ---- | --------- | ------------- | ----------- | --- |